# Troicki járás

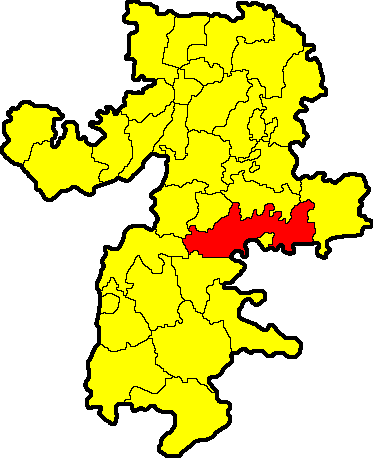
A Troicki járás a Cseljabinszki területen

A Troicki járás (oroszul Троицкий район) Oroszország egyik járása a Cseljabinszki területen. Székhelye Troick.

## Népesség
- 1989-ben 34 831 lakosa volt.
- 2002-ben 33 816 lakosa volt, melyből 27 140 orosz, 1731 kazah, 1618 ukrán, 864 tatár, 445 német, 442 mordvin, 405 fehérorosz, 324 azeri, 257 baskír, 103 örmény stb.
- 2010-ben 28 059 lakosa volt, melyből 23 279 orosz, 1244 kazah, 982 ukrán, 651 tatár, 281 német, 272 azeri, 265 fehérorosz, 235 mordvin, 175 baskír, 102 cigány stb.